# Bataille de Rutherford's Farm
Guerre de Sécession
Batailles
- Monocacy
- Fort Stevens
- Heaton's Crossroads
- Cool Spring
- Rutherford's Farm
- 2e Kernstown
- Folck's Mill
- Moorefield

La bataille de Rutherford's Farm, aussi connue comme Carter's Farm et Stephenson's Depot, est un petit engagement entre les forces confédérées sous les ordres du major général Stephen D. Ramseur et les forces de l'Union sous les ordres du brigadier général William W. Averell le 20 juillet 1864, dans le comté de Frederick, en Virginie, pendant la guerre de Sécession, dans le cadre de la campagne de la vallée du lieutenant général confédéré Jubal Early, aboutissant à une victoire unioniste.

## Contexte
Après l'échec de deux attaques de l'Union des attaques ses flancs à Kabletown et Berry's Ferry, le général Early ordonne une retraite de la position confédérée à Berryville vers une position plus en sécurité à Strasburg le 19 juillet. Le mouvement nécessite l'évacuation des hôpitaux militaires et des dépôts de stockage de la base d'opérations confédérée à Winchester. Pour couvrir l'évacuation, Early ordonne à la division de Ramseur de partir pour Winchester, avec ordre de rester à l'intérieur des défenses de la ville, et de ne pas précipiter inutilement des combats avec l'ennemi.
Trois jours avant, le major général de l'Union David Hunter a reçu un rapport erroné sur la cavalerie confédérée à Winchester se préparant à un raid sur le chemin de fer de Baltimore et de l'Ohio. Pour répondre à cette menace, Hunter envoie la division d'Averell de Martinsburg. Averell part le 19 juillet et entre lentement dans la vallée, craignant d'être submergé par l'armée d'Early, progressant aussi loin que Bunker Hill à la tombée de la nuit, où il met le camp.

## Bataille

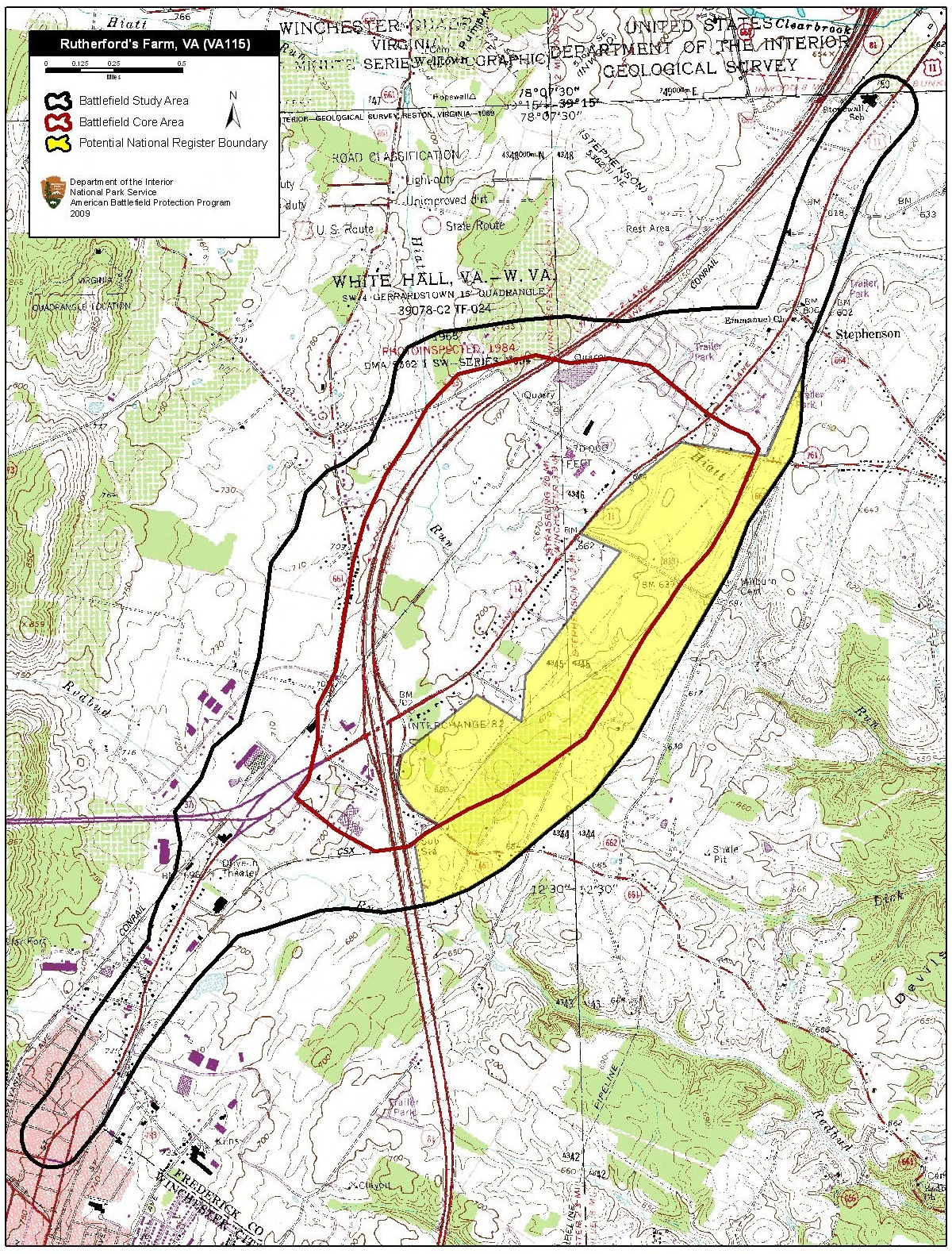
Carte du champ de bataille de Rutherford's Farm et zones d'étude par le programme de protection des champs de bataille américain.

La division de Ramseur arrive à Winchester, le matin du 20 juillet, après quoi il envoie sa cavalerie sous les ordres de John C. Vaughn et William L. Jackson à Carter's Farm (ferme de Carter) du nord de la ville pour repérer la position de l'ennemi.Les tirailleurs confédérés trouvent le campement de l'Union à Bunker Hill à environ 7 heures et signalent sa présence à Ramseur. À 9 heures, la force d'Averell lève le camp et descend la vallée de la route à péage, combattant contre les tirailleurs confédérés tout du long. À 11 heures, les fédéraux arrivent à Stephenson's Depot (dépôt de Stephenson) où ils rencontrent la cavalerie démontée de Vaughn et de Jackson, appuyée par de l'artillerie positionnée sur une petite crête. L'artillerie ouvre le feu arrêtant la progression de l'Union et incitant Averell à apporter son artillerie, aboutissant à un long duel.
Vers 14 heures, Vaughn envoie un courrier à Ramseur l'informant de l'évolution et lui recommandant d'acheminer l'infanterie pour tendre une embuscade aux forces de l'Union. Malgré les ordres d'Early de rester dans les défenses de Winchester, Ramseur voit la possibilité d'une grande victoire et est d'accord avec Vaughn, envoyant son infanterie vers la bataille en cours. Dans l'heure qui suit, l'infanterie arrive et est cachée dans un bois au sommet de la crête. Alors que l'infanterie confédérée arrive, l'assaut de l'Union est en cours. Comme la charge de l'Union approche du bois, l'infanterie confédérée cachée déclenche une salve de tirs de mousquet qui stoppe l'avance de l'Union et menace de tourner sa gauche.
Malheureusement pour les confédérés, les bois dans lesquels ils sont cachés forment un angle aigu avec la route à péage, laissant leur gauche en saillie vers l'avance de l'Union. La cavalerie de l'Union couvrant la droite de l'Union brise rapidement sur le flanc gauche confédéré exposé, en le tournant. Le centre et la droite confédérés continuent des tirs dévastateurs contre le centre et la gauche de l'Union, mais lentement, régiment par régiment, la gauche confédérée commence à refluer en pleine retraite vers Winchester jusqu'à ce que finalement l'ensemble de la ligne confédérée s'effondre en retraite. Malgré l'effort de Ramseur, la ligne ne pas peut pas être reformée avant d'atteindre les défenses de Winchester. Toujours incertain sur la localisation du reste de l'armée d'Early, Averell refuse de poursuivre les confédérés en retraite, mettant ainsi un terme à la bataille.

## Conséquences
La bataille se termine par une victoire retentissante unioniste, mais stratégiquement donne lieu à peu de chose, sauf une relance du moral de l'Union après une série de défaites obtenues par les vétérans d'Early. L'évacuation de Winchester se poursuit tranquillement, et Ramseur, en dépit de son insubordination entraînant des pertes inutiles, n'a rien d'autre qu'une réprimande sévère de la part d'Early.
Le soldat John Shanes, de la compagnie K, 14th West Virginia Infantry, reçoit la médaille d'honneur pour ses actions dans du combat près de Carter's Farm, où il « a chargé sur une pièce de campagne confédérée à l'avant de ses camarades et par ses efforts a réduit au silence la pièce ».
Le site du champ de bataille a vu récemment un développement important. Situé à l'extrémité nord de Winchester, en Virginie, le champ de bataille accueille désormais un centre commercial et un complexe de bureaux.